# Андрей Ніколаїдіс
Андрей Ніколаїдіс (Andrej Nikolaidis; нар. 1974, Сараєво, СР Боснія і Герцеговина, СФР Югославія) — чорногорський романіст, оглядач та політичний радник. Його роман «Син» отримав Премію Європейського Союзу за літературу у 2011 році. Англійський переклад був опублікований у 2013 році у Великій Британії.
Від жовтня 2009 до лютого 2014 року Андрей Ніколаїдіс був радником Ранко Кривокапіча, спікера Чорногорського парламенту.

## Біографія
Ніколаїдіс народився у змішаній чорногорсько-грецькій родині у 1974 році у Сараєво, там пройшло його дитинство. У 1992 році, після спалаху етнічних міжусобиць у Боснії, що незабаром перетворився на загальну війну, родина Ніколаїдіса переїхала до чорногорського міста Ulcinj, рідного міста батька, де був старий будинок. Андрей Ніколайдіс — запеклий прихильник незалежності Чорногорії, антивоєнний активіст і пропагандист прав людини, особливо прав меншин, Ніколаїдіс спочатку став відомим політичними поглядами, з'являючись на місцевому телебаченні та в газетах з різкими критичними політичними коментарями. Його статті викликали суперечки, і він отримав погрози, включаючи погрози смертю, опублікувавши кілька статей про «протистояння минулому». Під час ток-шоу на радіо «Антена М» один із слухачів, перебуваючи в ефірі, заявив, що вб'є Ніколаїда.

## Творчість
Ніколаїдіс опублікував чотири романи в Чорногорії та Хорватії: Мімезіс (2003), «Син» (2006), 'The Coming' (Algoritam, 2009) та «Do King Приходьте» (2012), а також збірок новел «Собор у Сіетлі», «Чому Міра Фурлан?», «Коротка історія божевілля» та книжка з теорії культури «Поетика апокаліпсису».
У 2012 році британським видавцем англійською мовою було опубліковано два його романи («Прихід» та «Син»). У 2014 році було видано німецьке видання «The Coming», «Die Ankunft».
Його перший критично відомий роман «Мімесис» був дуже добре сприйнятий у Хорватії, Боснії та серед ліберальних чорногорських інтелектуалів. Він написав колонки для публікацій про незалежність Чорногорії.
Наразі він проживає в Ульцинь, Чорногорія.
15 жовтня 2009 року було оголошено, що Ніколаїдіс прийнятий на посаду радника політика Ранко Кривокапича, який був спікером будинку в парламенті Чорногорії з 2003 року і є президентом Соціал-демократичної партії Чорногорії — правлячої коаліції. Повідомлення надійшло через кілька тижнів після того, як Кривокапіч публічно підтримав Ніколаїдіса, критикуючи остаточну постанову Верховного суду Чорногорії у справі Кустуріца проти Ніколайдіса. Ніколаїдіс подав у відставку в лютому 2014 року.

## Суперечка
28 травня 2004 р. твір Ніколаїдіса під назвою «Дежелатівський шегрт» був опублікований у щотижневому журналі «Монітор». У ньому він націлився на режисера фільму Еміра Кустуріцу, який оголосив його, як одну з «найбільших зірок ЗМІ того часу, коли військова пропаганда Мілошевича підштовхувала людей, які щось мали, нерозумно, але патріотично говорити і створювати новини для людей, нечутливих до людських страждань, сліпих до власної провини і, нарешті, досить дурних, щоб повірити у власну праведність».
Ніколаїдіс подав позов на Кустуріцу за наклеп. Після судового розгляду в листопаді 2004 року первинний суд у Підгориці під головуючим суддею Евікою Дурутович присудив Кустуріці 5 тисяч € відшкодувань. Однак у апеляційній скарзі вирок проти Ніколайдіса був відмінений вищим судом у грудні 2005 року і справа була повернута до нижчого суду для повторного розгляду.
В кінці листопада 2007 року первинний суд (Основний суд) підтвердив попередній вирок після повторного судового розгляду. Ніколадіс знову оскаржив вирок первинного суду, і справа була вдруге розглянута вищестоящим судом у квітні 2008 року, і цього разу він підтримав вирок первинного суду, зобов'язавши виплатити збитки. У відповідь на вирок Ніколаїдіс отримав індивідуальну підтримку з Боснії та Герцеговини.

## Опубліковані твори
- Мімезіс, 2003
- Гріх (син), 2006
- Балканська рапсодія, 2007
- Мімезіс та інші скандали, 2008
- Поетика апокаліпсису, 2010
- Відкладення, 2012
- Мала енциклопедія божевілля, 2013 рік
- До приходу Королівства 2014
- Угорський вирок, 2017

## Переклади англійською мовою
- The Coming [Архівовано 19 серпня 2019 у Wayback Machine.] (Istros Books, London, 2012)
- Son [Архівовано 28 липня 2021 у Wayback Machine.] (Istros Books, London, 2013)
- Till Kingdom Come (Istros Books, Лондон, 2015)

## Переклади німецькою мовою
- Die Ankunft, Voland & Quist [Архівовано 13 травня 2020 у Wayback Machine.], Дрезден, 2014 р., ISBN 978-3-863910-66-2.
- Der Sohn, Voland & Quist, Дрезден, 2015, ISBN 978-3-863911-12-6.
- Der ungarische Satz, Voland & Quist, Дрезден, 2018, ISBN 978-3-863911-95-9.

## Нагороди та відзнаки
- 2011 рік — Премія Європейського Союзу за літературу, переможець Чорногорії